# 1894
| 1894                                                 |
| ---------------------------------------------------- |
| Dødsfald - Fødsler                                   |
| • Begivenheder • Film • Litteratur • Politik • Sport |

| Gregoriansk kalender | 1894 MDCCCXCIV          |
| Ab urbe condita      | 2647                    |
| Armensk kalender     | 1343 ԹՎ ՌՅԽԳ            |
| Kinesiske kalender   | 4590 – 4591 癸巳 – 甲午 |
| Etiopisk kalender    | 1886 – 1887             |
| Jødisk kalender      | 5654 – 5655             |
| Hindukalendere       |                         |
| - Vikram Samvat      | 1949 – 1950             |
| - Shaka Samvat       | 1816 – 1817             |
| - Kali Yuga          | 4995 – 4996             |
| Iransk kalender      | 1272 – 1273             |
| Islamisk kalender    | 1312 – 1313             |

Året 1894 startede på en mandag.
Konge i Danmark: Christian 9. 1863-1906
Se også 1894 (tal)

## Begivenheder

### Januar
- 1. januar - Danmark tilknyttes den midteuropæiske tidszone
- 7. januar - W.K. Dickson modtager patentet på film

### Marts
- 12. marts - de første Coca-Colaer sælges på flaske
- 13. marts – I Paris blev den første offentlige striptease-optræden afholdt

### April
- 14. april - den første levende film - The Barbershp - vises i New York

### Maj
- 8. maj - den første store jernbanelov Jernbanelov 8. maj 1894

### Juni
- 14. juni - den franske præsident Marie François Sadi Carnot myrdes af den italienske anarkist Sante Caserio i Lyon
- 23. juni - den Internationale Olympiske Komite (IOC) grundlægges i Sorbonne i Paris på initiativ af Pierre de Coubertin

### Juli
- 28. juli - sølvbryllup Kronprins Frederik og Kronprinsesse Louise

### August
- 19. august - Marmorkirken i København indvies efter en byggeperiode på næsten 150 år

### September
- 9. september - under Sun Yat-Sens ledelse forsøges et oprør mod den kinesiske kejser. Det mislykkes, men i 1911 prøver Sun igen og denne gang med held.

### Oktober
- 15. oktober - Kaptajn Alfred Dreyfus arresteres for spionage

### December
- 11. december - i Paris åbner den første biludstilling. Der er ni deltagere
- 18. december - kvinder i Sydaustralien bliver de første kvinder i Australien som opnår stemmeret og valgret til parlamentet.
- 22. december – Den franske officer Alfred Dreyfus anklages for forræderi i en krigsretssag; han havner senere på Djævleøen. De antisemitiske undertoner i sagen skaber stort røre i hele Europa

## Født

### Januar
- 1. januar – Satyendra Nath Bose, indisk matematiker (død 1974).
- 2. januar – Christian Grøn, dansk købmand og politiker (død 1971).
- 4. januar – Wesley La Violette, amerikansk komponist (død 1978).
- 7. januar – José Rozo Contreras, colombiansk komponist (død 1976).
- 7. januar - Maximilian Kolbe, polsk franciskanermunk (død 1941).
- 8. januar – Elisabeth Hude, dansk litteraturhistoriker (død 1976).
- 8. januar – Roger Vercel, fransk forfatter (død 1957).
- 9. januar – Carl Lampert, østrigsk præst (død 1944).
- 10. januar – Gaetano Zingali, italiensk statistiker, økonom og politiker (død 1975).

### Februar
- 1. februar – John Ford, amerikansk filminstruktør. (død 1973).
- 2. februar – Jens Sønderup, dansk landmand, politiker og minister (død 1978).
- 10. februar – Harold Macmillan, engelsk politiker. (død 1986).

### Marts
- 20. marts – Axel Reventlow, dansk direktør (død 1955).

### April
- 3. april – John Christmas Møller, dansk politiker (død 1948).
- 6. april – Gertrude Baines, verdens ældste person (død 2009).
- 15. april - Bessie Smith, afroamerikansk bluessangerinde og danser (død 1937).
- 17. april - Nikita Khrusjtjov, russisk politiker og leder. (død 1971).
- 26. april – Rudolf Hess, tysk topnazist (død 1987).

### Maj
- 1. maj – Carl Petersen, dansk politiker (død 1984).
- 2. maj – Ellen Gottschalch, dansk skuespiller. (død 1981).
- 31. maj – Fred Allen, amerikansk komiker (død 1956).

### Juni
- 4. juni – Arne-Ole David, dansk skuespiller og instruktør (død 1977).
- 13. juni – Leo Kanner, østrigsk-amerikansk læge og psykiater (død 1981).
- 23. juni – Edvard 8., britisk konge (død 1972).

### Juli
- 10. juli – Knud Heglund, dansk skuespiller. Død 1960.
- 14. juli – Osvald Helmuth, dansk skuespiller og sanger. (død 1966).

### September
- 1. september – A.H. Vedel, dansk viceadmiral (død 1981).
- 9. september – Poul Henningsen, dansk lysmager, arkitekt, revyforfatter og samfundsrevser (død 1967).

### Oktober
- 24. oktober – Laurits Hansen, dansk politiker, minister og forbundsformand (død 1965).

### November
- 18. november – C.A. Bodelsen, dansk litteraturforsker (død 1978).
- 26. november – Norbert Wiener, amerikansk matematiker, som "opfinder" kybernetikken der definerer begreber for styring af levende organismer, maskiner og organisationer. Wiener dør i 1964.

### December
- 10. december – Gertrud Kolmar, tysk digter (død 1943).

## Dødsfald
- 1. januar – Heinrich Rudolf Hertz, tysk fysiker, opdager af radiobølgerne (født 1857).
- 14. august – Virginia Louisa Minor, anmerikansk kvindesagsforkæmper (født 1824).
- 3. december – Robert Louis Stevenson, forfatter dør af tuberkulose på Samoa under et rekreationsophold, 44 år gammel.

## Musik
- 14. marts – Carl Nielsens 1. symfoni uropføres i København af Det Kongelige Kapel under ledelse af Johan Svendsen.